# Zelota (personaggio)
(Zelota)
Zelota (Zealot), il cui vero nome è Zannah di Khera insignita del titolo di Lady sul suo pianeta d'origine, è un personaggio della serie a fumetti WildStorm Wildcats, illustrata da Jim Lee e scritta da Brandon Choi.
Nel corso degli anni si è servita degli alias di Athella e Lucy Blaize.

## Personalità
(La filosofia di Zelota)
Zelota è una Lady di Khera e una guerriera reduce da migliaia di anni di guerra su vari pianeti, fiera e potente come ogni Lord di Khera. Non smette mai di far pesare questo fatto con il suo atteggiamento da nobile nei confronti dei colleghi umani, questo provoca dissidi e scontri verbali con molti di essi. Ha un grande senso dell'onore ed è estremamente devota alle dottrine delle Coda; tuttavia dimostra spesso di sapersi sciogliere e perdonare.
È ossessionata dalla battaglia ed il combattimento è in assoluto ciò in cui trova maggiormente la pace; in battaglia è ciò che si potrebbe considerare berserkr, spinta spesso da una furia cieca e feroce, tuttavia non ferisce mai un compagno nemmeno quando si trova in questo stato. Per Zelota chiunque l'attacchi è un nemico e dunque va eliminato senza pensare al fatto che magari stia effettivamente solo eseguendo un ordine. Alcuni le attribuiscono l'aggettivo "spietata", ma in realtà Zelota sente su di sé il peso di ogni sua vittima e non uccide mai a cuor leggero.
Spesso troppo altezzosa e arrogante finisce col ricevere continuamente lezioni di umiltà dagli altri personaggi, che cercano di moderare il carattere duro di lei. Zelota è però anche molto dolce con i bambini e non disprezza affatto le compagnie maschili, difatti ha avuto una quantità di amori passati estremamente elevata.
Zelota è pragmatica e realista e perciò si dimostra una leader capace spesso al pari di Spartan e una mente strategica e bellica tanto fine da poter essere considerata la miglior combattente tra i Cherubini.
È molto legata ai compagni dei Wildcats che considera quasi dei figli ed ha un rapporto di amore altalenante con Grifter; il quale è in assoluto la persona con cui coopera meglio, dal canto suo l'uomo accetta volentieri aiuto solamente da Zannah nelle battaglie.
Nonostante si consideri superiore Zelota ha in realtà molto a cuore gli esseri umani e li ritiene esseri straordinari, nonostante non voglia ammetterlo.

### Voodoo e Zelota
Zelota è l'esatto opposto caratteriale della compagna di squadra Voodoo, con la quale ha svariate discussioni. Il rapporto tra le due è tuttavia parecchio più complicato di quello che possa sembrare all'apparenza; da un lato viene considerato l'equivalente femminile del rapporto esistente tra Spartan e Grifter, tuttavia mentre tra i due c'è un semplice sentimento di astio e scarsità di sopportazione reciproca con una riluttante stima unilaterale da parte di Spartan, il rapporto tra Voodoo e Zelota comprende invece al suo interno sfumature di affetto reciproco ed un implicito rispetto, cosa che lo rende una bizzarra relazione amore-odio.
Le due donne hanno in continuo delle discussioni a sfondo morale o ideologico, spesso arrivando ad insultarsi anche pesantemente o facendo commenti sul vicendevole aspetto o carattere; in più di un'occasione sono arrivate alla rissa. Zelota durante gli allenamenti si accanisce su Voodoo più che su chiunque altro inoltre non la chiama mai con il vezzeggiativo amichevole "Pris" come tutti gli altri Wildcats ma sempre utilizzando il suo nome per intero in modo quasi canzonatorio e tende a rivolgersi a lei chiamandola "ragazza" come a ricordarle la loro differenza di età e di esperienza; dal canto suo Voodoo è irrispettosa nei confronti della guerriera Coda e insulta spesso l'eccessiva rigidezza del loro credo, esige sempre l'ultima parola su qualsiasi discussione e fa di tutto per provocare la compagna ricorrendo a metodi anche infantili, per esempio chiamandola "sorella" cosa che Zelota considera un insulto in quanto Voodoo non è una Coda.
Nonostante le incomprensioni è però interessante notare come Voodoo e Zelota siano comunque sempre insieme sia sul campo di battaglia che fuori e come si conoscano bene vicendevolmente, lasciando a dedurre che siano parecchio in confidenza. Voodoo ha insegnato a Zelota a ballare ed a rilassarsi, mentre Zelota ha insegnato a Voodoo le tecniche di combattimento Coda; le due eroine si preoccupano molto l'una della salute dell'altra e si accudiscono sempre nel momento del bisogno. In più occasioni hanno condiviso abbracci, baci e carezze oltre ad essersi consolate da ansie e lacrime. Al di là delle apparenze Voodoo e Zelota si vogliono bene e darebbero la vita l'una per l'altra anche se fanno di tutto per umiliarsi o provocarsi a vicenda.
Tra le due c'è anche una forte rivalità aperta in più campi, tra cui spicca ovviamente la lotta. In definitiva è possibile affermare che il loro sia un contorto rapporto di amicizia, e che l'una consideri l'altra la propria migliore amica.

## Biografia del personaggio
Lady Zannah appartiene alla razza aliena dei Cherubini (provenienti dal pianeta Khera) che per millenni si sono opposti alla razza dei Deamoniti in una guerra che si sposta lungo tutto il cosmo.
Migliaia di anni fa infuriò una battaglia nel nostro sistema solare che provocò l'ammaraggio delle due razze sul nostro pianeta. La guerra proseguì sul nostro mondo influenzando la storia e la mitologia, in quanto entrambe le razze sono dotate di una longevità tale da essere considerati immortali.
Tra gli ammarati sulla terra c'erano anche Zelota e sua figlia Kenesha (la quale all'epoca credeva d'essere sua sorella).
Nel corso dei secoli Zannah adotterà il nome di Zelota e diverrà membro della tribù di amazzoni nota come Coda; dalle quali imparerà molto e cui sarà estremamente devota per credo. Dopo diversi secoli divenne addirittura leader delle Coda, tuttavia in seguito di un incidente a Troia (quello del cavallo di Troia) verrà espulsa dal gruppo poiché considerata una traditrice; essa infatti combatteva dalla parte dei greci assieme a 99 consorelle, tuttavia fu disgustata dal massacro di donne, vecchi e bambini che si stava compiendo e mise in salvo la famiglia reale. A causa di ciò venne marchiata come traditrice e cacciata dalla sorellanza, fu condannata a morte per mano della decapitazione da parte dell'amica Artemis a seguito di un formale duello, Zelota vinse e risparmiò l'avversaria. Questa seconda violazione al codice Coda (considerata inammissibile dalla sorellanza) fece sì che le consorelle la dichiarassero nemica delle Coda per tutta la vita (nel suo caso dunque per l'eternità).
A seguito dell'evento il cuore indurito e arrabbiato di Zelota venne raccolto dalla strega Tapestry, la quale le promise vendetta contro le Coda se l'avesse seguita. Durante il periodo passato con la strega Zelota imparò la magia ma in seguito si ribellò alla padrona poiché il suo dispiacere non era un motivo sufficiente per estinguere un'intera specie.
Zelota, con l'alias di Lucy Blaize ha fatto parte negli anni sessanta del Team 1, un gruppo di supereroi fondato dal governo USA insieme a Mr. Majestic (il padre di Kenesha), Lord Emp e John Colt; col quale ebbe una relazione. A seguito della morte di Colt essa abbandonò la squadra per partorire il figlio avuto con l'uomo; a seguito del parto lo abbandonò in Siberia, in seguito non ebbe più notizie del figlio.
Anni dopo conoscerà l'ex membro del Team 7 Cole Cash, con cui inizierà una relazione sentimentale che la porterà ad insegnargli le tecniche di combattimento delle Coda nonostante egli sia un uomo. I due si lasceranno da lì a poco ma non smetteranno mai di nutrire forti sentimenti l'uno per l'altra, cosa che renderà la loro relazione altalenante negli anni successivi, quando si uniranno ai Wildcats.
Zelota resterà nei Wildcats per diversi anni, sebbene per un certo periodo lasci il gruppo per militare con Wildcore. Durante questi anni combatterà diverse battaglia ed instaurerà un rapporto ambiguo con la compagna di squadra Voodoo; inoltre si ricongiungerà a sua madre, Lady Harmony, la quale verrà uccisa da un gruppo di Deamoniti. A seguito di questo fatto Zannah rivelerà a Kenesha la vera natura della loro parentela.
Zelota sarà una dei molti superumani che affronterà Capitan Atom quando per sbaglio finirà nell'universo WildStorm dando origine all'armageddon evento a seguito del quale aiuterà la ricostruzione della terra come tutti i Wildcats.

## Poteri e abilità
Come ogni Cherubino Zelota dispone di una forza, agilità e resistenza sovrumane, oltre che di un'aspettativa di vita tanto elevata da poter essere considerata quasi immortale. Le abilità fisiche di Zelota sono tra le più sviluppate sia tra i Cherubini che tra le Coda.
I suoi sensi sono estremamente sviluppati, in particolar modo la vista, l'olfatto e l'udito ma anche il tatto e il gusto in misura minore.
Zelota vanta anche una grande conoscenza della magia, forse la maggiore del mondo WildStorm, tuttavia non ama fare uso di arti magiche poiché spaventata dalla grandezza di tali poteri, che la metterebbero sul piano di una divinità.
Zelota è inoltre un'esperta del combattimento corpo a corpo, padroneggia e conosce tutte le tecniche delle Coda meglio di qualsiasi altra persona sul pianeta ed è in assoluto la migliore insegnante di tali discipline. Zelota è considerata la migliore assassina del mondo e le sue competenze di lotta sono tali che per stessa ammissione degli autori non esiste un solo avversario che essa non possa affrontare. Oltre alle tecniche delle Coda Zelota conosce qualsiasi arte marziale terrestre e tutte le tecniche di combattimento Cherubino.
Zelota fa unicamente uso di armi bianche, soprattutto la Spada a Chiave tipica delle Coda, ma non disdegna l'uso di spade normali o katane giapponesi. Zelota ha mostrato in più occasioni di essere anche un'ottima tiratrice, ma non ai livelli di Grifter, inoltre è in grado di utilizzare anche la sua armatura come fosse un'arma affilata servendosi degli spuntoni sulla schiena e sugli avambracci.

## Altre versioni

Zelota e Grifter nella serie animata

- Nel mondo alternativo 838 viene presentata una versione alternativa di Zelota a sesso invertito. Aiuterà Midnighter a combattere il Dottore e rimarrà ucciso.
- Nella miniserie Bleed Zelota è una Cherubina esiliata sulla terra per motivi politici.
- Nel Deathmate Universe Zelota è l'ex-leader delle Coda e comanda gli H.A.R.D.C.A.T.S. contro il supercriminale Harada.
- Nel crossover Marvel/WildStorm ambientato nella terza guerra mondiale Zelota è sempre un membro dei Wildcats e combatte contro lo schieramento di forze formato dai Deamoniti, dal Dottor Destino e dagli Skrull.

## Altri media
- Del personaggio esiste anche una versione animata nella serie d'animazione La sfera del tempio orientale, doppiata in originale da Roscoe Handford e in italiano da Patrizia Scianca. Nell'adattamento italiano della serie il personaggio mantiene il suo nome originale, Zealot.

## Curiosità
- Mike Deodato adora il personaggio fino al punto che si è ispirato al suo design per disegnare Artemis di Bana-Mighdall, personaggio di Wonder Woman.
- Il nome Zannah in Cherubino significa "Morte sacra senza esitazione".
- Il colore del suo costume è un omaggio al personaggio Marvel Elektra.
- Porta sempre una pittura facciale costituita da tre segni triangolari per guancia e un cerchio sulla fronte, entrambi rossi.